# Kýthnos
 (juillet 2022).
Le contenu est difficilement compréhensible vu les erreurs de traduction, qui sont peut-être dues à l'utilisation d'un logiciel de traduction automatique.
Kýthnos (grec moderne : Κύθνος) est une île des Cyclades occidentales, située entre Kéa et Sérifos, à 52 milles marins du Pirée. Elle a une superficie de 99 km2 pour un littoral de 97 km. Selon le recensement de 2011, l'île avait une population de 1 456 résidents permanents. Elle est aussi parfois appelée Thermia.

## Nom
Les premiers habitants de Kýthnos étaient les Dryopes, dont le roi mythique était Kythnos (fils du Dieu Apollon), d'où le nom de l'île. Elle était également connue sous le nom de Dryopis ou Ofiousa. Au Moyen Âge, elle était appelée Thiramna, tandis que Nil Doxopatrès la cite sous le nom de Thermia dès 1143, en raison des sources chaudes qui s'y trouvent. Plus tard, les Turcs l'ont appelée Hamam Adası, c'est-à-dire île des eaux chaudes.

## Informations générales
Le plus haut sommet de Kýthnos est le mont Kakóvolo avec une altitude de 356 mètres. Kýthnos compte plus de 90 plages dont : Kolóna, Episkopí, Apókrousi, Megáli Ámmos, Schinári, Simoussí, Martinákia, Zogáki, Náoussa, Kourí et Ágios Stéfanos.
Dans le passé, l'orge a fleuri à Kýthnos, le client principal étant la brasserie Fix (en). Les autres principaux produits de l'île sont le miel, les figues, le vin et les amandes.
En général, les arbres à Kýthnos sont rares, à l'exception du côté sud-est de Mérichas avec des arbres épars et du côté de la péninsule de Panagía Kanála.
Il y a deux villages principaux sur l'île, Chóra ou Messariá, qui est aussi la capitale de l'île et Dryopída ou Chorió (Village en français). En outre, il y a trois principaux villages en bord de mer : le port principal de Mérichas, Loutrá avec les célèbres sources thermales et Kanála avec l'église homonyme.
En outre, il existe plusieurs petites localités, dont certaines sont principalement occupées pendant les mois d'été (Agía Iríni, Ágios Dimítrios, Ágios Stéfanos, Episkopí, Kaló Livádi et Flamboúria). L'île a des liaisons presque quotidiennes avec les ports du Pirée et de Lávrio et avec la capitale des Cyclades Ermoúpolis (Syros) ainsi qu'avec d'autres îles, principalement avec des bateaux conventionnels et des bateaux rapides pendant les mois d'été.
Dans la partie sud-est de l'île, on trouve le village de Kanála, nommé d'après la Panagía (Sainte Vierge) Kanála. L'église de la Panagía Kanála a été construite en 1869 sur le site de l'église originale après la découverte de l'icône de la Sainte Vierge par des pêcheurs locaux. Selon la tradition, l'icône a été récupérée dans les filets des pêcheurs dans le passage entre Kýthnos et Sérifos. L'icône de la Vierge Marie de Kanala est une œuvre de l'école crétoise et est attribuée à Emmanuel Skordilis. La Panagía Kanála et les Panagía Stratilátissa et Flambourianí occupent une place importante dans la tradition populaire de l'île.

## Histoire
Kýthnos peut revendiquer l'un des plus anciens établissements connus dans les îles Cycladiques, un établissement mésolithique (10000 av. J.-C. - 8000 av. J.-C.) à Maroulás sur la côte nord-est. Le site, proche du village de Loutrá, est situé sur la côte, et de grandes parties ont été érodées dans la mer. Les fouilles de 1996 ont permis de découvrir des squelettes humains intacts, ainsi que des objets en pierre et une partie d'un pavement, ce qui indique un établissement à long terme, probablement de chasseurs-cueilleurs.
Les découvertes datées du troisième millénaire avant notre ère à Skouries, près du plus haut sommet de l'île, le mont Profítis Ilías, suggèrent que Kýthnos était un fournisseur de matières premières pour la métallurgie pour d'autres îles pendant l'âge du bronze. Des vestiges de sites de fusion du cuivre et de mines de cuivre à ciel ouvert ont été étudiés en 1984-1985.
Plus tard, Kýthnos est devenue une colonie ionienne. Kýthnos fournit deux navires (une trière et un pentécontore) lors de la bataille de Salamine. Après la fin des guerres médiques, Kýthnos a participé à la Ligue de Délos, et a ensuite été occupée par le pirate Glaucetas, qui avait le soutien des Macédoniens, mais a ensuite été expulsé par les Athéniens.
Au IVe siècle av. J.-C. les remparts de la ville sont étendus pour encercler toute la ville ainsi que le port. La constitution de Kýthnos semble avoir été un sujet de préoccupation d'Aristote dans une de ses œuvres qui n'a pas été retrouvée.
À l'époque romaine, Kýthnos était un lieu d'exil pour des personnages importants. En outre, dans l'Antiquité, plusieurs temples se trouvaient sur l'île, ce qui a eu pour conséquence que l'île a été visitée par des voyageurs de diverses régions (par exemple, l'Égypte, l'Asie Mineure et l'Italie).  Les peintres Timanthe et Cydias sont nés à Kýthnos dans l'Antiquité.  Plus tard, Kýthnos a fait partie de l'Empire byzantin.
Après la chute de Constantinople en 1204, Kýthnos a été annexée au duché de Naxos du souverain vénitien Marco Sanudo. Pendant cette période, elle était connue sous le nom de Thermiá, un nom dérivé des sources minérales chaudes présentes sur la côte nord-est dans le village de Loutrá (bains en grec). Ces bains médicinaux étaient renommés depuis l'époque romaine et étaient une station thermale et un lieu de détente à la mode.
L'île a été gouvernée en tant que dépendance autonome du duché de Naxos jusqu'à la chute de ce dernier au XVIe siècle, où elle est passée sous domination ottomane. En 1600, Thermiá est également devenu le nouveau nom du diocèse latin (catholique romain) des Cyclades anciennement connu sous le nom de diocèse de Ceo (aujourd'hui siège titulaire). La capitale de l'île était Katakéfalo, qui a été reconstruite en tant que forteresse franque.
Au XVIIe siècle, Kýthnos est passée sous le régime de l'Empire Ottoman. En 1791, une école grecque a été ouverte à Chora (ou Messariá) dans le monastère de la Panagía de Nikous. Le moine Parthénios Koulouris de Sifnos y a d'abord enseigné. Il fut remplacé en 1809 par le moine Makarios Filippaios de Kýthnos, qui continua à enseigner pendant les années de Kapodístrias.
En 1806, une attaque de pirates, bien que repoussée, a entraîné l'émigration de groupes de Kythniens vers les côtes d'Anatolie, d'où certains ont ensuite été rapatriés, ramenant sur l'île les coutumes des lieux où ils avaient vécu.
Kýthnos a participé à la révolution de 1821 et, pendant sa durée, a été un abri sûr pour les réfugiés grecs de régions telles que Chios, Psará et Aivali. En 1823, une épidémie de peste se répandit. Kýthnos était représentée à la 3e Assemblée nationale d'Épidaure, à la Assemblée nationale de Trézène par Móschos Filippaíos (Chora) et N. Economídis Levantís (Dryopída). Dans les années suivantes, jusqu'en 1832, Kýthnos était représentée dans les Assemblées nationales par N. Vállindas.
En 1828, cinq écoles fonctionnaient sur l'île, y compris des écoles privées, et en 1833, il ne restait plus que deux écoles en activité. Elles étaient soutenues financièrement par les contributions des résidents et les revenus des monastères de l'île.
À l'époque de Kapodístrias, Kýthnos était citée comme l'une des îles les plus pauvres des Cyclades. Dans les années suivantes, l'agriculture s'est développée, en particulier l'orge, qui était exportée vers Athènes en raison de sa bonne qualité.
Sous le règne du roi Othon, Kýthnos était un lieu d'exil pour les opposants politiques ; en 1862, elle devint un lieu de conflit entre les révolutionnaires qui tentèrent de libérer les exilés et les forces loyales à Othon. Les partisans d'Othon l'emportèrent, tuant trois des chefs révolutionnaires à Agía Iríni.
Au XIXe siècle, la céramique et la poterie se sont développées à Kýthnos, les artisans de Kýthnos partant à Athènes pendant l ' été et revenant en hiver. Les mines ont également commencé à fonctionner en coopération avec des entreprises similaires à Lávrio.
Au début du XXe siècle, la production d'orge et de semoule de haute qualité a considérablement augmenté et les exportations se sont multipliées en conséquence.
Pendant l'Occupation, de nombreux Kythniens vivant à Athènes sont retournés sur l'île pour bénéficier de meilleures conditions de vie.

### Kýthnos aujourd'hui

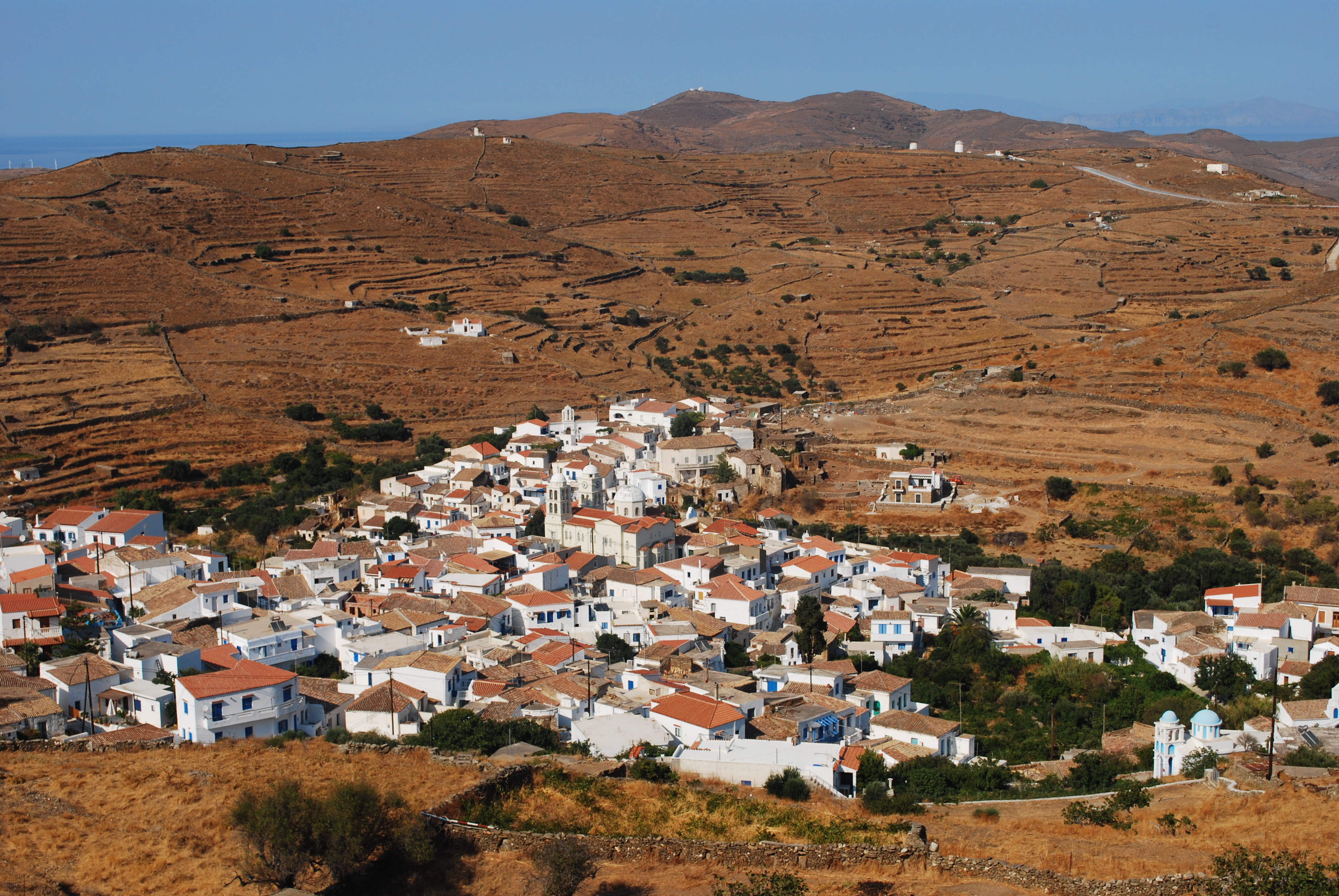
Village de Dryopida

Le boom touristique grec qui a débuté au milieu du XXe siècle a largement contourné Kýthnos parce que son port ne disposait pas d'un quai en eau profonde pour les ferry-boats. La construction d'un nouveau quai en 1974 a entraîné de grands changements. Aujourd'hui, l'île est un lieu moderne et prospère, avec un tourisme en plein essor. Elle est à l'avant-garde des expériences en matière d'énergie renouvelable, avec la création en 1982 du premier parc éolien de Grèce. Grâce à l'ajout d'un système photovoltaïque et de batteries de stockage, la quantité de diesel nécessaire à l'approvisionnement en électricité de l'île a été réduite de 11 %. De nombreuses maisons particulières situées sur des criques isolées sont équipées de systèmes de panneaux solaires, et presque toutes les maisons utilisent des chauffe-eau solaires.
En raison de sa proximité avec Athènes, Kýthnos est devenue un lieu à la mode pour les résidences secondaires, en plus d'être une destination accessible aux visiteurs du monde entier. Outre ses nombreuses plages et ses villages pittoresques, c'est aussi le site de la grotte de Katafýki à Dryopída.

## Archéologie
Maroulás, sur la côte nord-est de l'île, près de Loutrá, est cité[Par qui ?] comme le plus ancien établissement des Cyclades. Certaines découvertes remontent aux 9e et 8e millénaires av. J.-C. Les fouilles ont révélé des vestiges de structures circulaires, qui servaient probablement d'habitation, ainsi que quelques tombes.
Le site archéologique le plus important de Kýthnos est Vryokastro, où se trouvait dans l'Antiquité la ville de Kýthnos, habitée du Xe siècle av. J.-C. jusqu'au début du Moyen Âge,. Des temples anciens ont été découverts sur ce site archéologique, comme le temple du dieu Apollon et de la déesse Artémis et le sanctuaire jumeau du dieu Asclépios et de la déesse Aphrodite, ainsi que d'autres structures. Des églises paléochrétiens ont également été découvertes.

## Administration
L'île dépendant administrativement du district régional de Kéa-Kythnos.

## Économie
Depuis la Seconde Guerre mondiale, les mines de fer, principale ressource de l'île, sont épuisées. L'économie de Kýthnos dut se reconvertir vers l'agriculture et la pêche.

## Folklore

### Balançoires
Une coutume de Pâques qui a été préservée jusqu'à ce jour. Une balançoire en bois est attachée à un arbre ou à des piquets au centre du village et les jeunes hommes et femmes s'y balancent en échangeant des louanges et des poèmes.

### Le premier mai
La veille du 1er mai, on préparait la couronne de "mái" avec des fleurs et on chantait en musique. C'est une coutume qui est encore préservée aujourd'hui.

### Lazanis
À midi, le dimanche de la Tyrie, on baptisait le "Lazánis", un pantin de paille qui venait soi-disant " enlever les lasagnes (spaghettis) ". Cette coutume se perpétue encore aujourd'hui, le "Lazánis" occupant le rôle du roi Carnaval.

### Tradition de la musique et de la danse
Le violon et le luth, qui composent les "Zyas", sont les principaux instruments de musique de l'île. La tsampouna (ou kaida) est l'instrument caractéristique que l'on entend pendant le carnaval.
Chaque fête commence par les chants de la "tavla" ou "table". Les danses les plus représentatives sont le kalamatianos, le syrtos et le balos, qui sont dansés en couple. Chaque danse commence généralement par le kalamatianos, se poursuit par le sirtos et se termine par le balos, la plus spéciale des danses de Kýthnos. Ce qui distingue le balos thermiotique des autres est la "marche" caractéristique, qui se fait avec les deux mains jointes et où le couple danse dos à dos. Une autre danse caractéristique est le karzilama.

### Traditions
Dans les légendes et les croyances de Kýthnos, on trouve de nombreuses références aux fées, aux vampires, aux dragons, etc. qui vivent dans divers endroits de l'île, tels que des ruines anciennes, des moulins, des aires de battage, des plages isolées, etc.

### Gastronomie
Les plats représentatifs de la cuisine locale sont la sfougáta (croquettes de fromage), le kolopi (tourte avec des légumes verts) et le poulos (un petit pain rempli de porc salé).  L'île possède également d'autres produits traditionnels tels que le miel et divers types de fromage.

## Personnalités liées à l'île
- Timanthe, peintre grec
- Glaucetas, pirate grec
- Ignace Kozadinos, évêque grec
- Leonídas Paraskevópoulos, militaire grec
- Konstantinos Mazarakis-Ainian, militaire grec

## Galerie

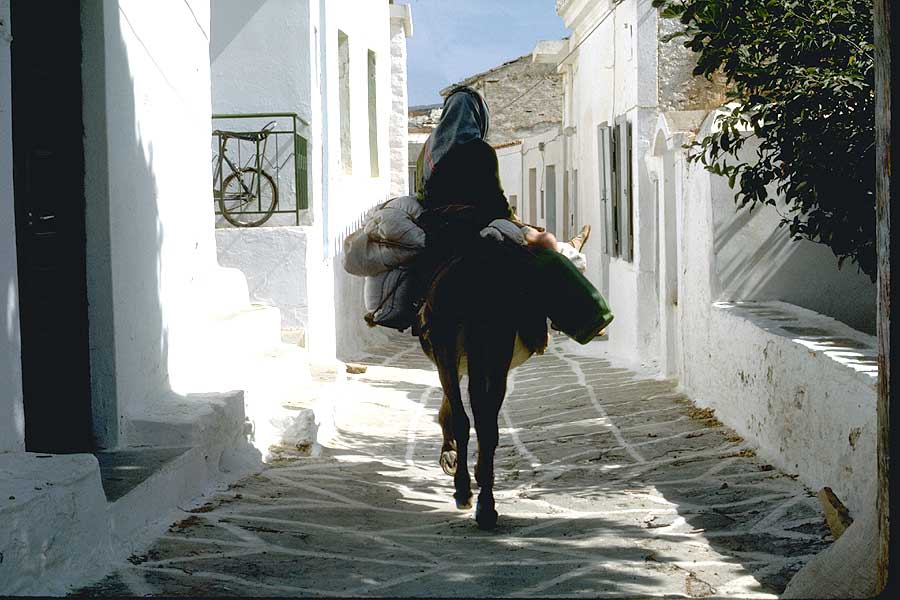
Rue typique de Driopida
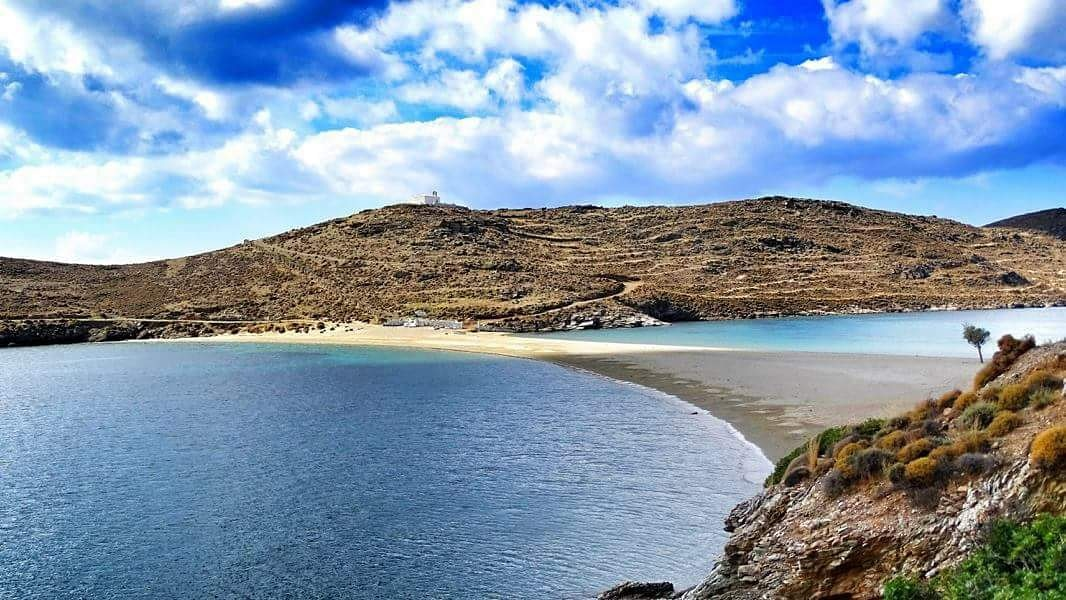
La plage de Kolona
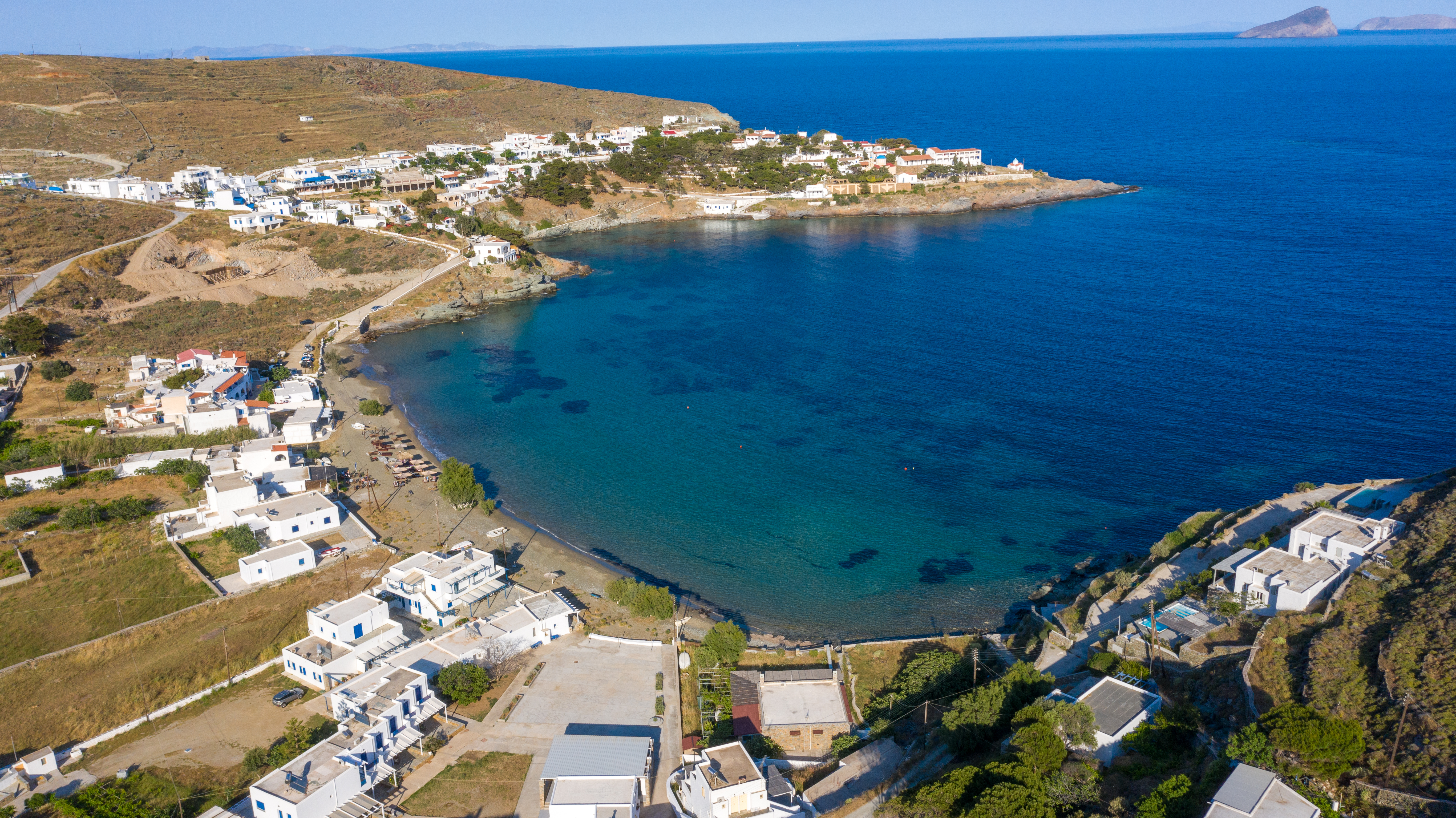
Megáli Ámmos à Kanála